# خردگرایی (روابط بین‌الملل)
خردگرایی در سیاست نقطه وسط میان سه دیدگاه سیاسی واقع‌گرایی،خردگرایی و بین‌الملل‌گرایی است و در بسیاری از موضوعات اختلاف میان دو دیدگاه دیگر یعنی واقع‌گرایی و بین‌الملل‌گرایی را حل می‌کند.سنت خردگرایی به مجموعه آثار و نویسندگانی اشاره می کند که در برداشت از روابط بین الملل، آن را یک جامعه مرکب از دولتها می داند و قایل به اهمیت اهداف، قواعد، ارزشها و هنجارهای مشترک در آن است.

## تعریف
طرفداران خردگرایی اعتقاد دارند سازمان‌های چند ملیتی و چندجانبه جای خود را در نظم جهانی دارند اما تنها یک دولت برای جهان امکان‌پذیر نیست. آنها معتقدند سازمان‌های بین‌المللی کنونی مانند سازمان ملل اهداف بسیاری دارند و در برخی مواقع ضررشان بیش از سودشان باشد. رسیدن به این اهداف نیازمند ایجاد راهکارهای جدید از طریق حقوق بین‌المللی است تا از استفاده از زور برای حل اختلافات جلوگیری شود.
خردگرایان معتقدند که حاکمیت قانون به سبب کاهش دادن درگیری‌ها، برای دولت‌ها نیز مهم است. این باعث می‌شود دولت‌ها بیشتر گرایش داشته باشند تا اختلافات خود را از طریق مذاکرات و قراردادها حل کنند. دولت‌ها اجازه ندارند توسعه‌طلبی کنند (که برگرفته از بین‌الملل‌گرایی است) اما حتی هم‌اکنون نیز که یک حکومت جهانی وجود ندارد نیز قوانین در نظام بین‌المللی در سطح بالایی مورد توجه قرار می‌گیرند.
نظریه خردگرایی بر این باور است که هم هویت و هم منافع کنشگران پیش از تعامل اجتماعی شکل می گیرند و افراد صرفاً به دلایل راهبردی وارد روابط اجتماعی می شوند. این نظریه ساختارگرا بوده و برهمین اساس، روابط بین‌الملل را در قالب دولت‌ها تصویر‌سازی می‌کند. در این نظریه مبنای تمایز کنشگران حاکمیت است، دولت‌ها بعنوان تنها کنشگران جهانی شناخته می‌شوند و متافیزیک روابط بین‌الملل نیز در قالب نظام متشکل از دولت‌های ملی دارای حاکمیت تعریف می‌گردد. از این رو، مفاهیم "امنیت ملی" و "منافع ملی" بعنوان مفاهیم اسطوره‌ای شناخته شده و در ساختار آنارشیک نظام بین‌الملل شکل‌می گیرند.
پس از جنگ جهانی دوم و در طول جنگ سرد، روابط بین‌الملل از توجه صرف به امور مادی گذر کرده و تمرکز خود را بر امور معنایی و اجتماعی نهاد. این تغییرِ تمرکز، موجب خلق نظریه‌ی تامل‌گرایی در روابط بین‌الملل شده است. نظریه تامل گرایی بر معناگرایی استوار است و توجه ویژه‌ای به مسائل جامعه شناختی و اقتضائات زمانی در تفسیر رفتارکنشگران دارد. این نظریه بر مبنای پساساختارگرایی ارائه شده است و منفعت را در چارچوب جوامع تعریف و تفسیر می‌نماید. به عبارت دیگر، در این نظریه کنشگران ذاتاً اجتماعی هستند و امکان تعریف هویت‌های متکثر برای بازیگران یکسان وجود دارد. تامل‌گرایان معتقدند که ادعا درباره حقیقت را نمی توان مورد قضاوت درست یا نادرست بودن (آنچنان که نظریات مبناگرا معتقدند) قرار داد، زیرا مرجع بی طرفی برای این مسأله موجود نمی باشد (غیر اثبات گرایانه هستند).